# Wisła Cracovie
Le Wisła Cracovie (Wisła Kraków) est un club omnisports polonais fondé en 1906. Le club, basé à Cracovie, comprend deux grandes sections : une section football et une section basket-ball.

## Historique
Le Wisła Cracovie a été fondé en 1906.

## Sections
- Boxe
- Bridge
- Football : voir Wisła Cracovie (football)
- Gymnastique
- Judo
- Basket-ball féminin : voir Wisła Cracovie (basket-ball)
- Basket-ball masculin
- Volley-ball féminin : voir Wisła Cracovie (volley-ball féminin)
- Tir